# ソラナ豆

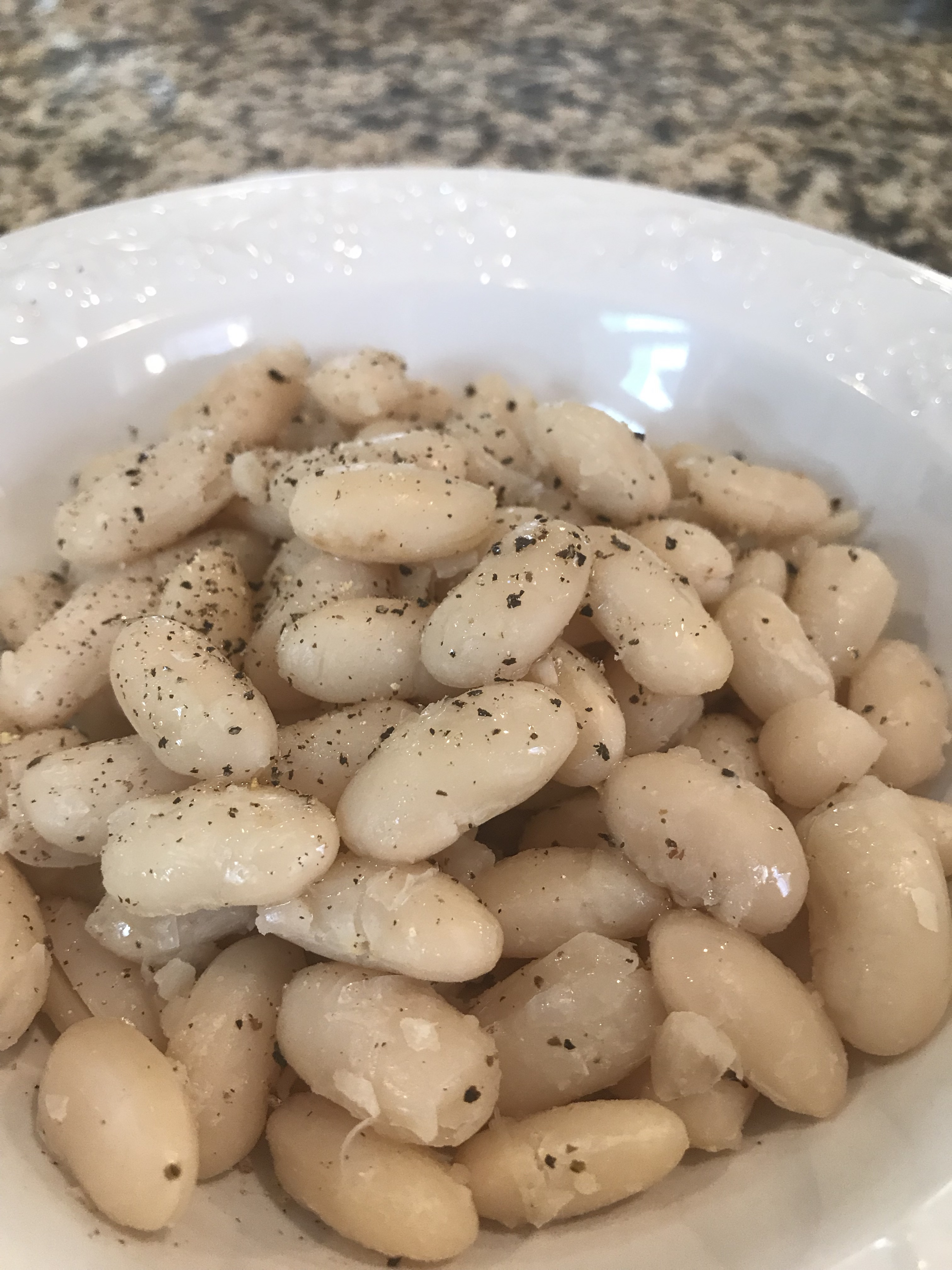
調理したソラナ豆

ソラナ豆（ソラナまめ、イタリア語: Fagiolo di Sorana）は、インゲン豆の一種。イタリア・トスカーナ州ピストイア県の伝統野菜である。
EUの地理的表示保護 (PGI)における保護対象であり、国際スローフード協会によって味の箱船に認定されている。
食農ラベリング制度を活用した市場での差別化、高付加価値化、過疎地域の活性化に成功した事例とされる。

## 概要
イタリア北部から中部で一般的に消費される大粒のインゲン豆「カンネリーニ（Cannellini）」とソラナ豆は同種であるが、ピストイア県ペーシャのソラナ村農家において、14世紀後半から自家採種が繰り返されたため、地域固有の系統となった。
ソラナ豆の系統には、生産量の9割を占める白豆の系統（ピアッテリーノ(piattellini)）と、残り1割の白地に赤斑が混ざる赤豆と呼ばれる系統（アンティコ・ロッソ(antico rosso)）の2系統がある。需要と生産性はピアッテリーノのほうが高いが、気候変動への耐性はアンティコ・ロッソのほうが高い。

## 栽培
毎年5月末から6月初旬に種まきを行う。ピアッテリーノの収穫は8月下旬から9月上旬に行われ、アンティコ・ロッソは9月から10月に収穫される。どちらの系統も収穫後に3日から4日間天日干しによる乾燥を行う。その後、冷凍庫に5日から6日間入れて温度を下げるが、これは害虫のマメゾウムシを農薬を使わずに駆除する目的で行う。
その後、農家の一家総出で豆の大きさや外見による分別を包装を手作業により行うことになる。販売に向かないものは各農家で消費される。
出荷用のソラナ豆の袋の中には防虫のため、コショウとローリエの葉を少量同梱する。

## 利用
ソラナ豆には栗のような風味があり、一般のカンネリーニと比べると表皮が極めて薄いので、軟らかく消化しやすい。伝統料理である豆の煮込みやスープ、サラダなどに用いられている。